# Mombaça Futsal
O Mombaça Futsal é um clube brasileiro de futsal sediado na cidade de Mombaça, no Ceará. O mesmo está filiado à Federação Cearense de Futsal.
A maior conquista desta equipe registrou-se em 2014, quando sagrou-se campeão estadual de futsal após ter vencido o Crateús no tempo extra por 1 a 0 (o Mombaça havia sido derrotado na etapa normal por 3 a 1), cujo local da partida foi o Ginásio Paulo Sarasate. Esta equipe também obteve êxito em campeonatos deste desporto, na categoria sub-18.

## Títulos
- Campeonato Cearense de Futsal: 2014.[2]